# Filoteusz
Filoteusz – imię męskie pochodzenia greckiego, oznaczające "przyjaciel Boga". Istnieje dwóch świętych o tym imieniu.
Filoteusz imieniny obchodzi 15 września i 5 listopada.
Żeński odpowiednik: Filotea
Znane osoby noszące imię Filoteusz:
- Filoteusz z Pskowa
- Filoteusz Kokkin – patriarcha Konstantynopola w XIV wieku